# Nævus simplex

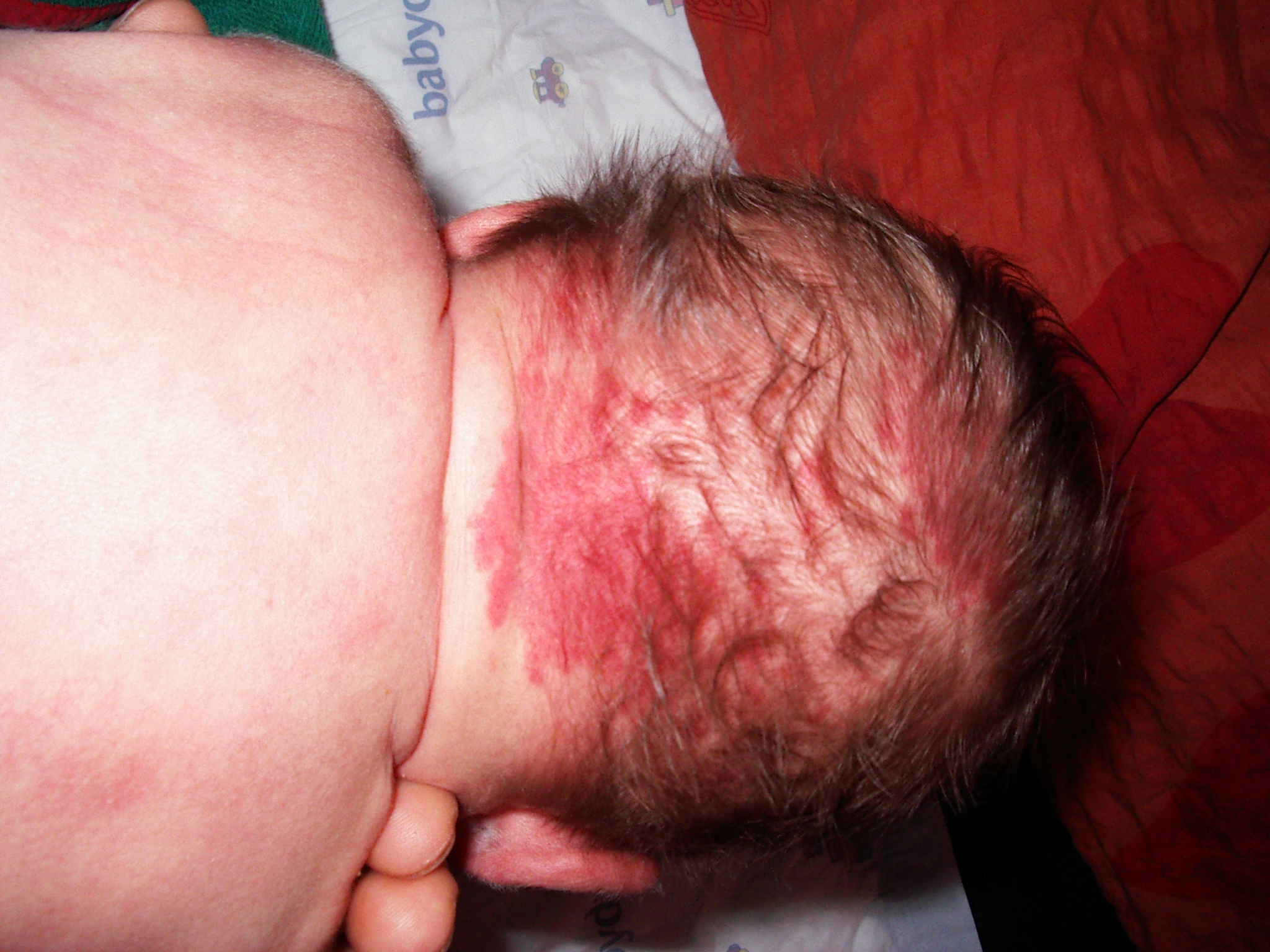
Nævus simplex.

Le nævus simplex est une tache de naissance qui apparait sur environ un tiers des nouveau-nés. Il est causé par la dilatation de certains vaisseaux sanguins. Il devient plus foncé en cas d'énervement et de changement de température extérieure.

## Localisation
Le nævus simplex se situe généralement sur le visage du nourrisson, entre les sourcils, sur le nez ou derrière le cou. Il s'agit d'une tache rosée et plate, sans altération de la peau.

## Traitement
Aucun traitement n'est véritablement nécessaire. Il n'existe normalement pas de complications. Les taches sur le visage sont temporaires et  disparaissent généralement vers 2 ans, celles dans le cou peuvent disparaitre plus tard ou rester chez l'adulte dans la moitié des cas.

## Autres appellations
Les appellations dans le langage commun sont variées et parfois poétiques :
- Baiser de l'ange (sur le visage)
- Morsure de cigogne ou pince de cigogne (dans le cou)